# Ctenus bigibbosus
Ctenus bigibbosus este o specie de păianjeni din genul Ctenus, familia Ctenidae, descrisă de Benoit, 1980.
Este endemică în Congo. Conform Catalogue of Life specia Ctenus bigibbosus nu are subspecii cunoscute.